# Martigny-Courpierre
Martigny-Courpierre es una comuna francesa situada en el departamento de Aisne, de la región de Alta Francia.

## Geografía
Está ubicada a 10 km al sur de Laon.

## Demografía
| 121 | 115 | 105 | 91 | 103 | 122 | 112 | 119 |
| Para los censos de 1962 a 1999 la población legal corresponde a la población sin duplicidades (Fuente: INSEE [Consultar]) |     |     |    |     |     |     |     |